# Faggeta di Monte Cucco
La faggeta di monte Cucco è un grande bosco di faggi che macchia le pendici centro - settentrionali di monte Cucco, sulle Serre calabresi, tra i comuni di Torre di Ruggiero, in provincia di Catanzaro, e Vallelonga, in provincia di Vibo Valentia). Nonostante la latitudine meridionale, la faggeta cresce a quote abbastanza basse (800 – 959 m). Ma vista la grande vicinanza dei mari Tirreno e Ionio, è presente un microclima fresco che determina un'inversione termica molto accentuata che favorisce lo sviluppo di una vegetazione tipicamente montana a quote relativamente basse. Al suo interno sono presenti molte sorgenti, ed è qui che nasce il torrente Fallà, affluente dell'Angitola. Il bosco di monte Cucco è attraversato dal sentiero Italia (SI) del Club Alpino Italiano (CAI).

## Galleria d'immagini

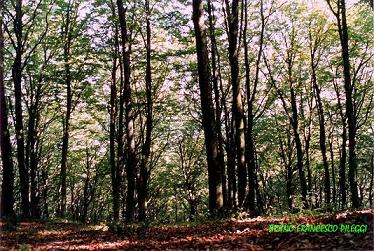
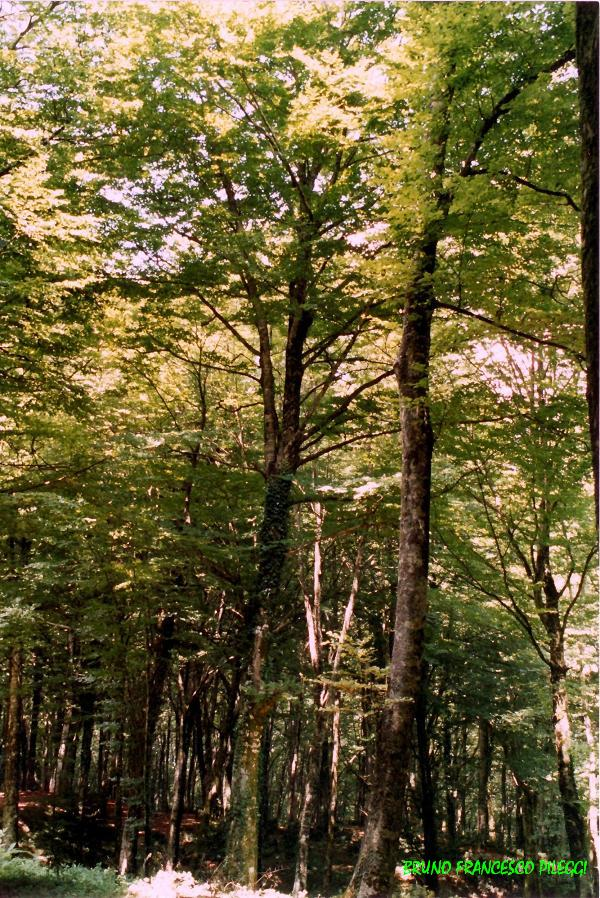
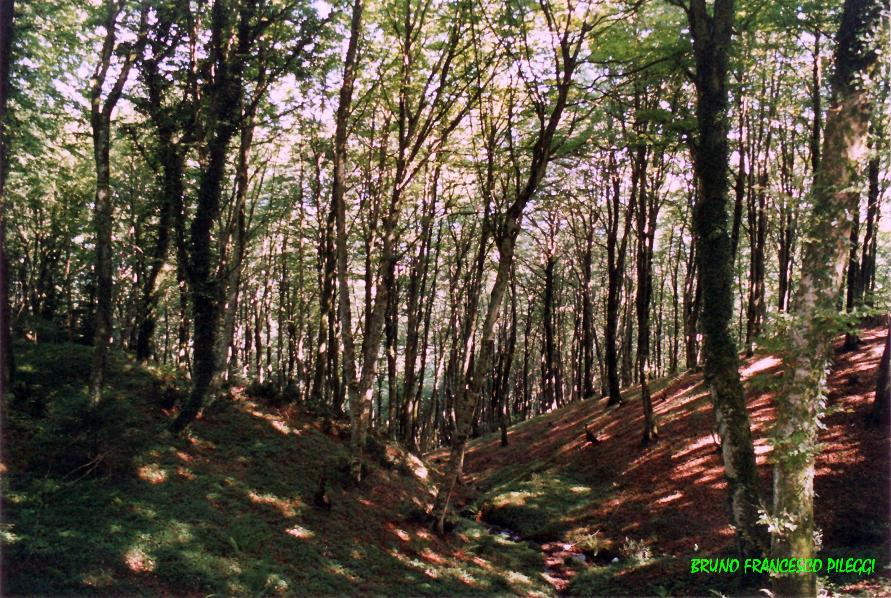
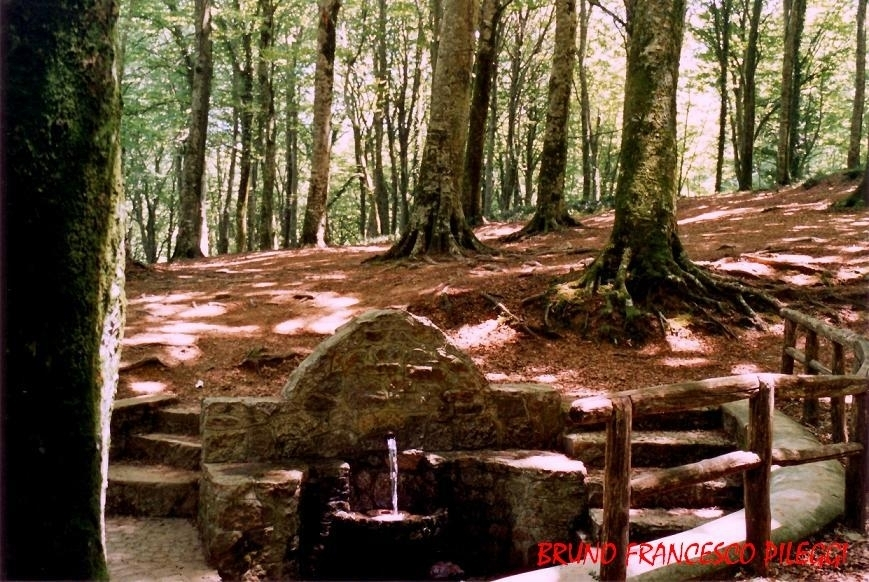

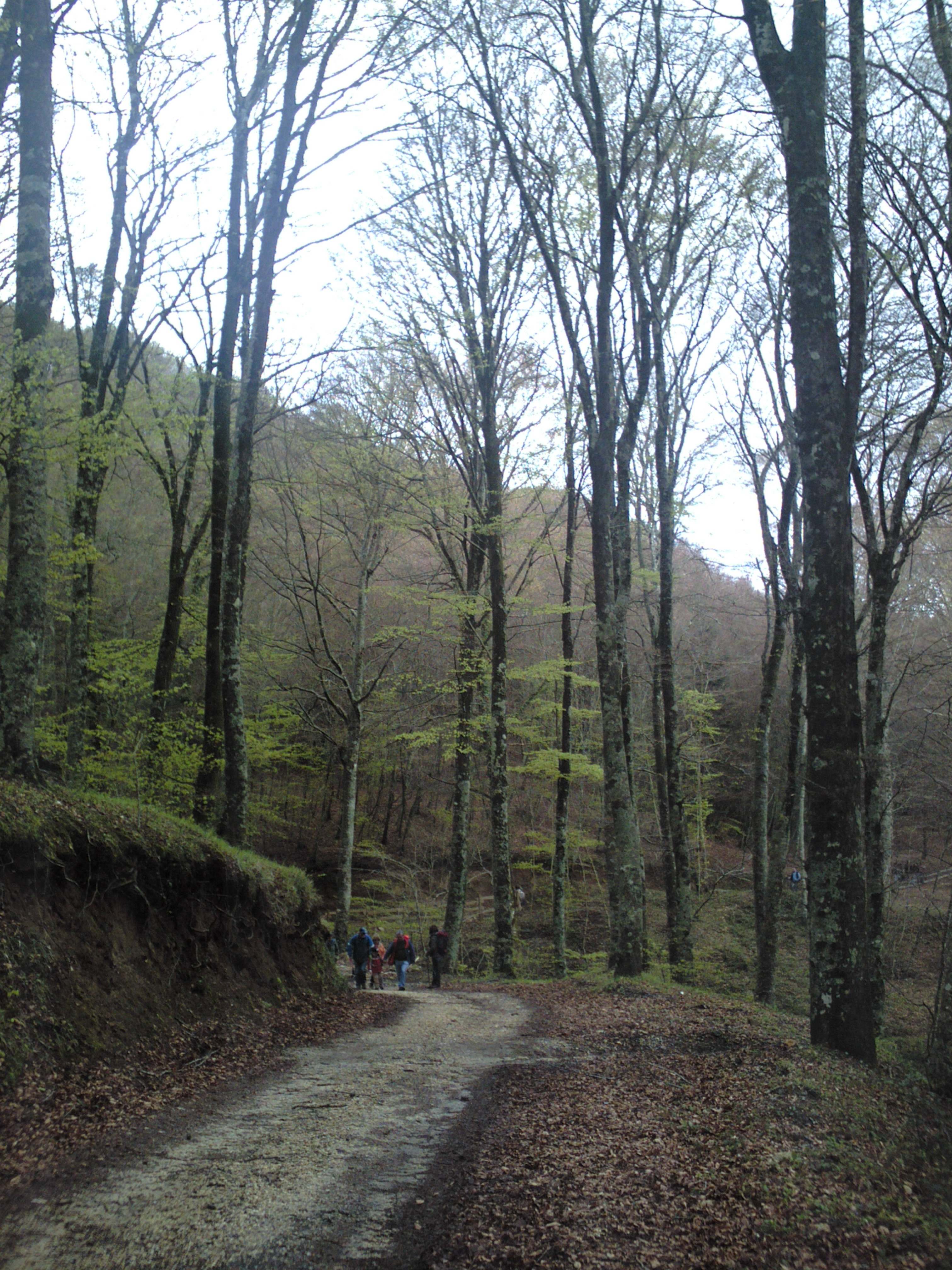
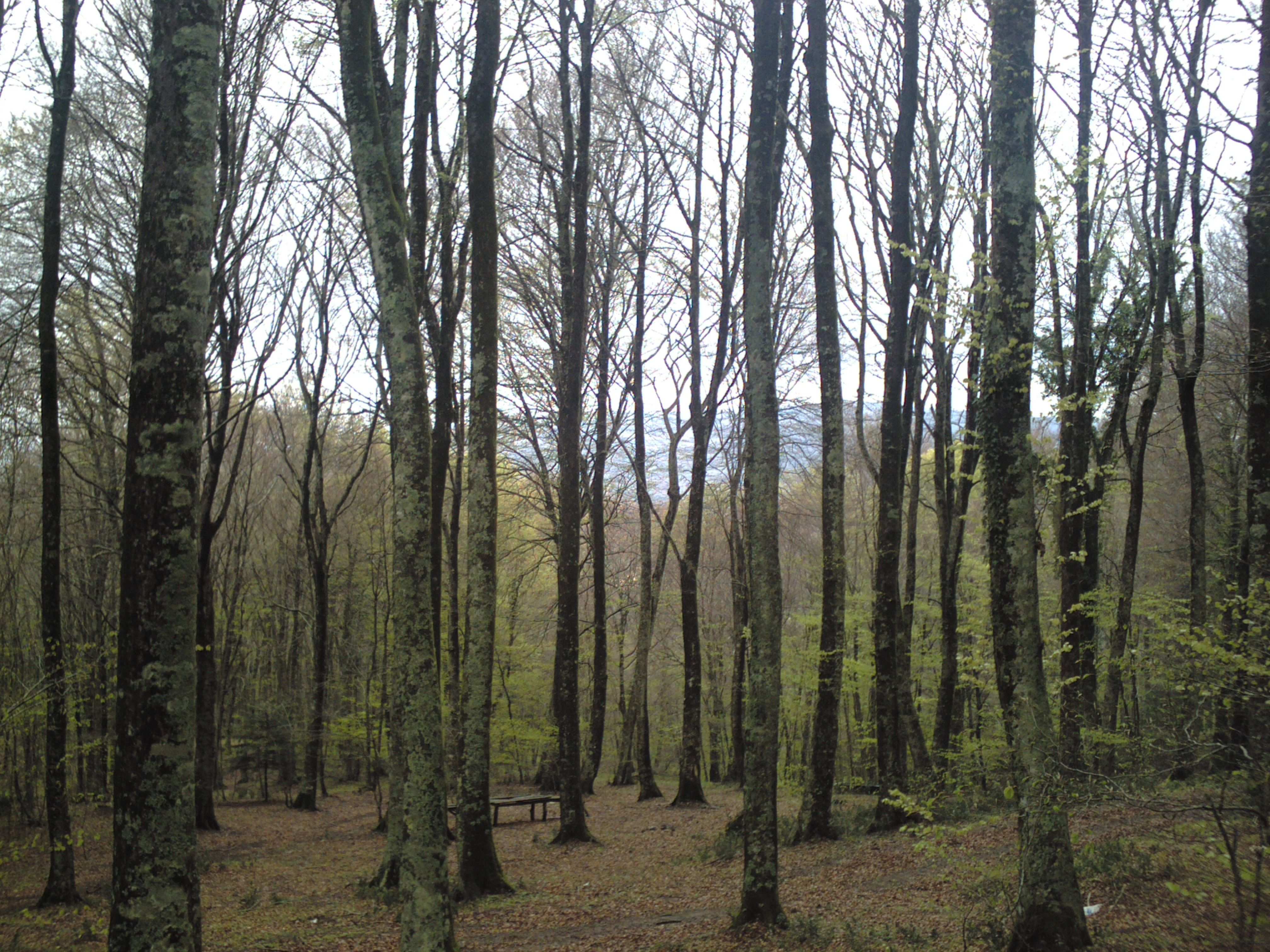